# U 669
U 669 war ein deutsches Unterseeboot des Typs VII C. Dieser Typ wurde auch „Atlantikboot“ genannt. U 669 wurde durch die deutsche Kriegsmarine während des Zweiten Weltkriegs im U-Boot-Krieg eingesetzt.

## Technische Daten
Ab Kriegsbeginn wurde die Produktion der Hamburger Howaldtswerke ganz auf den U-Bootbau umgestellt. Die Werft war für einen jährlichen Ausstoß von 16 U-Booten vorgesehen, der sich ab Mitte 1943 auf 22 Boote erhöhen sollte. Diese Zahlen konnten jedoch nie erreicht werden. Bis Kriegsende lieferten die Howaldtswerke Hamburg 33 U-Boote an die Kriegsmarine aus, alle vom Typ VII C. Eines der zehn Boote, die im Jahr 1942 abgeliefert wurden, war U 669. Das Boot hatte eine Länge von 67 m und eine Verdrängung von 865 m³ unter Wasser. Es wurde über Wasser von zwei Dieselmotoren angetrieben, die eine Geschwindigkeit von 17 kn ermöglichten. Unter Wasser erbrachten zwei Elektromotoren eine Geschwindigkeit von 7 kn. Die Bewaffnung bestand aus einer 8,8-cm-Kanone und einer 2,0-cm-Flak an Deck sowie vier Bugtorpedorohren und einem Hecktorpedorohr.

## Einsatz und Geschichte
U 669 absolvierte zwei Unternehmungen und erzielte keine Versenkungserfolge. Das Boot lief am 27. Mai 1943 von Kiel aus und patrouillierte im Nordatlantik. Am 14. Juli traf es im neuen Stützpunkt St Nazaire ein. U 669 war im Sommer 1943 für ein geheimes Unternehmen mit dem Decknamen „Kiebitz“ vorgesehen, ging aber verloren, bevor es seine Aufgaben wahrnehmen konnte. 

### Unternehmen Kiebitz
U 669 sollte im Rahmen des Unternehmen Kiebitz eine Gruppe von deutschen U-Boot-Offizieren aus Kanada evakuieren. Die kriegsgefangenen Offiziere sollten aus dem Camp 30 ausbrechen und sich bis nach New Brunswick durchschlagen, wo sie durch das U-Boot aufgenommen werden sollten. Das Boot lief am 29. August 1943 unter strengster Geheimhaltung von St. Nazaire aus und durchquerte die Biskaya mit Kurs auf Kanada. Auf diesem ersten Abschnitt der Unternehmung ging U 669 aus ungeklärten Gründen verloren. Die vorgesehene Rolle im Unternehmen Kiebitz wurde U 536 übertragen, das auch tatsächlich Position an der Mündung des Sankt-Lorenz-Stroms beziehen konnte. Der geplante Ausbruch der Gefangenen schlug jedoch fehl.

### Versenkung
Die Ursache für den Verlust von U 669 ist nicht endgültig geklärt. Während des Auslaufens zur zweiten Unternehmung meldete das Boot dem Geleitschutz einen Tieftauchversuch, tauchte ab und meldete sich nie wieder. Daher gilt als wahrscheinlich, dass das Boot in Folge eines Tauchunfalls sank. Eine weitere Annahme ist, dass U 669 in der Biskaya auf eine Mine gelaufen ist. Der bisher als ursächlich angenommene Angriff einer Vickers Wellington der RCAF galt vermutlich U 584.